# Меч Гоуцзяня
Меч Гоуцзяня Меч Дракона (кит. трад. 越王勾踐劍, упр. 越王勾践剑, пиньинь Yuèwáng Gōujiàn jiàn) — китайский прямой меч цзянь, найденный в ходе археологических раскопок 1965 года в округе Цзинчжоу, провинция Хубэй, КНР. На клинке нанесены 8 иероглифов древней китайской письменности, шесть из которых удалось прочитать: 越王 […] 自 作用 剑. Перевод на русский язык может звучать так: «Правитель царства Юэ [следует имя собственное, расшифровать которое не удалось] сделал этот меч для своего использования». После сопоставления всех девяти представителей правящего дома периода Чуньцю и научных дискуссий в течение более чем двух месяцев, большинство историков пришли к выводу, что меч являлся личным оружием вана (князя) Гоуцзяня (496—465 годы до н. э.). В настоящее время меч является национальным достоянием Китая и хранится в музее провинции Хубэй.

## Описание артефакта
В сентябре 1965 года в округе Цзинчжоу провинции Хубэй перед строительством гидрологических сооружений проводились археологические раскопки. В результате исследований учёные обнаружили 50 древних захоронений, содержащих почти 2000 артефактов, среди которых было оружие, получившее позднее название Меч Гоуцзяня. Он находился рядом с одним из скелетов в герметичном деревянном футляре. Когда меч извлекли из него и вынули из ножен, обнаружилось, что на клинке нет следов ржавчины, так как бронза, из которой, как позже выяснилось, сделан клинок, не ржавеет. Кроме того, он сохранил идеальную заточку: исследователь, неосторожно коснувшийся лезвия, порезался до крови. Дальнейшие эксперименты показали, что меч может разрезать стопку бумаги в 20 листов.
Оружие выковано из бронзы с высоким содержанием меди и олова, низким железа и свинца. Режущие кромки выполнены из бронзового сплава с еще более повышенным содержанием олова. Позже были проведены важные исследования в области изучения стойкости сплава, из которого изготовлен меч, к окислению; как выяснилось, возраст его составляет около 2500 лет.
Клинок покрыт гравировкой в виде симметричного повторяющегося узора из чёрных ромбов. Причём доля содержащейся серы, как предполагалось, уменьшает вероятность потускнения узора, поскольку обладает антикоррозионными свойствами. Пята клинка инкрустирована глазурью и бирюзой, черенок обмотан шёлком, навершие собрано из 11 концентрических окружностей. Длина меча составляет 55,7 см (включая рукоять 8,4 см), ширина клинка — 4,6 см. Масса оружия 875 грамм.
| Количество элементов в процентах, % | Количество элементов в процентах, % | Количество элементов в процентах, % | Количество элементов в процентах, % | Количество элементов в процентах, % | Количество элементов в процентах, % | Количество элементов в процентах, % |
| Составляющие                        | Медь                                | Олово                               | Свинец                              | Железо                              | Сера                                | Мышьяк                              |
| ----------------------------------- | ----------------------------------- | ----------------------------------- | ----------------------------------- | ----------------------------------- | ----------------------------------- | ----------------------------------- |
| Клинок                              | 80,3                                | 18,8                                | 0,4                                 | 0,4                                 | —                                   | малая доля                          |
| Жёлтый паттерн                      | 83,1                                | 15,2                                | 0,8                                 | 0,8                                 | —                                   | малая доля                          |
| Тёмный паттерн                      | 73,9                                | 22,8                                | 1,4                                 | 1,8                                 | малая доля                          | малая доля                          |
| Тёмная область                      | 68,2                                | 29,1                                | 0,9                                 | 1,2                                 | 0,5                                 | малая доля                          |
| Остриё                              | 57,3                                | 29,6                                | 8,7                                 | 3,4                                 | 0,9                                 | малая доля                          |
| Серединное ребро                    | 41,5                                | 42,6                                | 6,1                                 | 3,7                                 | 5,9                                 | малая доля                          |

## Нанесение ущерба
В то время как артефакт в рамках культурного обмена для последующей демонстрации на выставке 1994 года был передан в аренду Сингапуру, один из работников случайно ударил меч в процессе извлечения его из футляра, в результате чего на нём образовалась семимиллиметровая трещина. С тех пор Китай запретил вывозить меч из страны, а в 2013 году официально внёс артефакт в список китайских культурных реликвий, запрещённых к экспонированию за границей.